# Servizio missionario giovani
Il Servizio missionario giovani (spesso indicato con la sigla SERMIG) è un gruppo fondato a Torino il 24 maggio 1964 da Ernesto Olivero insieme ad alcuni giovani cattolici con lo scopo di combattere la fame nel mondo tramite opere di giustizia, promuovere lo sviluppo e praticare la solidarietà verso i più poveri. Nato inizialmente come gruppo missionario con l'intento di cooperare con vari missionari sparsi nel mondo, successivamente il Sermig ha iniziato ad occuparsi anche della povertà presente a Torino, allargando poi la sua opera ad altri luoghi in varie parti del mondo.

## Storia
Dal gruppo originario nacque la Fraternità della speranza, composta da giovani, coppie di sposi e famiglie, monaci e monache che si dedicano a tempo pieno al servizio dei poveri, alla formazione dei giovani, con l'obiettivo di vivere il Vangelo e di essere segno di speranza.

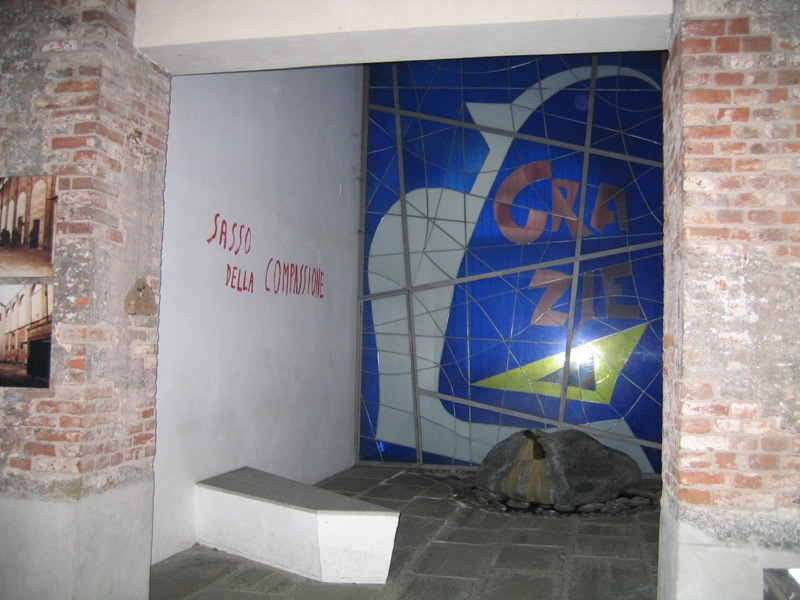
Il "Sasso della compassione", presente all'entrata dell'Arsenale della Pace.

Dal 2 agosto 1983 la sede dell'associazione è l'ex arsenale militare di Torino, ribattezzato Arsenale della Pace, una superficie di quarantacinque mila metri quadrati che con il lavoro e i contributi economici volontari di migliaia di persone è stato trasformato in una casa di accoglienza per i poveri. La struttura offre rifugio per la notte, pasti, cure sanitarie e sostegno a persone che vogliono cambiare la loro vita. Ospita l'''Università del Dialogo", dedicata alla formazione dei giovani su temi quali l'educazione alla convivenza tra culture, la pace e in generale i grandi temi dell'esistenza. Sono presenti inoltre una scuola per artigiani restauratori e un laboratorio di musica riconosciuti dal Ministero della Pubblica Istruzione italiano. Il Sermig definisce l'Arsenale della Pace "una casa dove ognuno può ritrovare silenzio e spiritualità, se stesso e il respiro del mondo".
Dal 1996 la fraternità del Sermig opera anche in Brasile con l'"Arsenale della Speranza" per l'accoglienza del popolo della strada di San Paolo e dal 2003 in Giordania con l'"Arsenale dell'Incontro", un luogo di accoglienza per giovani portatori di handicap e di incontro e dialogo fra persone di diversa provenienza.
All'Arsenale della Pace di Torino si totalizzano ogni giorno 1500 ore di volontariato; la struttura dispone di spazi per la spiritualità, il silenzio, la preghiera, l'incontro e il dialogo. In quarant'anni ha portato avanti 2100 progetti di sviluppo a servizio delle comunità più povere in 88 paesi del mondo, azioni continue di solidarietà, di ricerca di dialogo, di incontro tra culture e religioni diverse.
A partire dagli anni novanta, l'Arsenale si è aperto all'incontro con giovani provenienti da tutta Italia, proponendo esperienze di condivisione, di solidarietà, di sensibilizzazione sulle tematiche care al Sermig. Attorno alla Fraternità della Speranza, centinaia di volontari e il movimento internazionale dei Giovani della Pace si ispirano alla spiritualità e al metodo del Sermig. Ad oggi hanno sostenuto 2500 progetti di sviluppo in 88 paesi del mondo.
Nel corso degli anni diversi giovani residenti lontani da Torino hanno costituito in tutta Italia gruppi detti Amici del Sermig che promuovono le attività del Sermig e la sua filosofia di vita.

## Bandiera della pace
Il Sermig ha ideato, in collaborazione con l'agenzia Armando Testa, una particolare bandiera della pace diventata simbolo dell'Arsenale.
Il 9 novembre 2007 la bandiera è stata adottata dalla Regione Piemonte nell'ambito dell'iniziativa "Regione di Pace", e verrà apposta in un cartello presso i principali punti di entrata della regione.

## Premio Artigiano della Pace

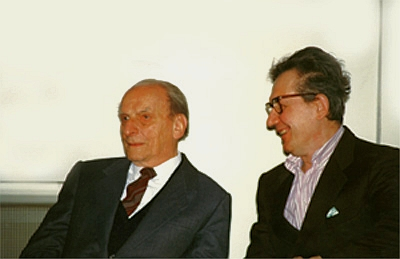
Norberto Bobbio (a sin.) e Giorgio Ceragioli (a dx.) all'Arsenale

Si tratta di un riconoscimento che il Sermig assegna annualmente a uomini o istituzioni che hanno saputo operare per la pace con onestà, fermezza e volontà di dialogo.
Il premio nacque nel 1981, anno in cui fu conferito a Sandro Pertini e a Michele Pellegrino, già arcivescovo di Torino. Nelle edizioni successive sono state premiate persone e istituzioni molto diverse per idee, convinzioni e campo di azione ma accomunate dal fatto di avere, con il proprio operato e la propria creatività, contribuito a rendere il mondo meno ingiusto e la vita umana più degna di essere vissuta.
Tra i premiati compaiono personalità di spicco della chiesa cattolica come Luciano Mendes De Almeida e Helder Camara, pensatori e politici di area laica quali Massimo D'Alema, Michail Gorbačëv e Norberto Bobbio, personalità legate al volontariato e alla solidarietà con i paesi in via di sviluppo come Giorgio Ceragioli o Giovanni Ermiglia e anche comunità locali vittime della violenza quali la città martire di Boves.. Nel 2010 il premio è stato conferito a Sergio Chiamparino, sindaco della città di Torino e Sandro Calvani, direttore dell'UNICRI al momento della consegna del premio e oggi direttore del centro ASEAN. Nel 2011, al presidente della Repubblica Giorgio Napolitano, durante la sua visita all'Arsenale della Pace del 19 marzo.

## Pellegrinaggi
Tra il 24 maggio e il 6 giugno 1987 il Sermig organizzò la prima edizione del pellegrinaggio a piedi di 687 km, con lo scopo di avvicinare la gente ai problemi dei poveri del Terzo Mondo: si tratta di una delle iniziative più importanti, a livello nazionale, organizzate dal gruppo. È ormai celebre anche la fiaccolata che ogni 31 dicembre collega l'Arsenale al Duomo di Torino.

## Mondiali "Giovani della Pace"
Dal 2002, il Sermig organizza periodicamente tutti i suoi giovani volontari in incontri straordinari denominati "Appuntamenti Mondiali Giovani della pace". Finora, la comunità torinese ne ha organizzati sei:
- 1° appuntamento - Torino, 5 agosto 2002
- 2° appuntamento - Asti, 3 ottobre 2004
- 3° appuntamento - 1ª tappa: L'Aquila, 27 agosto 2010 / 2ª tappa: Torino, 16 ottobre 2010
- 4° appuntamento - Napoli, 4 ottobre 2014
- 5° appuntamento - Padova, 13 maggio 2017
- 6° appuntamento - Bergamo, 11 maggio 2019

## Arsenale della Pace
L'ex Arsenale militare di Torino è un'antica fabbrica di armi progettata da Giuseppe Castellazzi nel 1860.
Dal 1983 grazie al lavoro volontario di molte persone, soprattutto giovani, l'edificio è stato trasformato in una sorta di monastero metropolitano aperto 24 ore su 24. Si tratta di un punto di incontro tra culture, religioni e schieramenti diversi per conoscersi, dialogare ed eventualmente cooperare, fornendo anche ospitalità e sostegno a madri sole, carcerati, stranieri e a persone che hanno bisogno di cure, di casa, di lavoro. È inoltre un luogo di preghiera, dove chiunque può sostare e riflettere.
Nel 2019 è stata lanciata la candidatura dell'Arsenale della Pace a patrimonio culturale immateriale dell'UNESCO.

## Statistiche annuali

### Arsenale della Pace - Torino

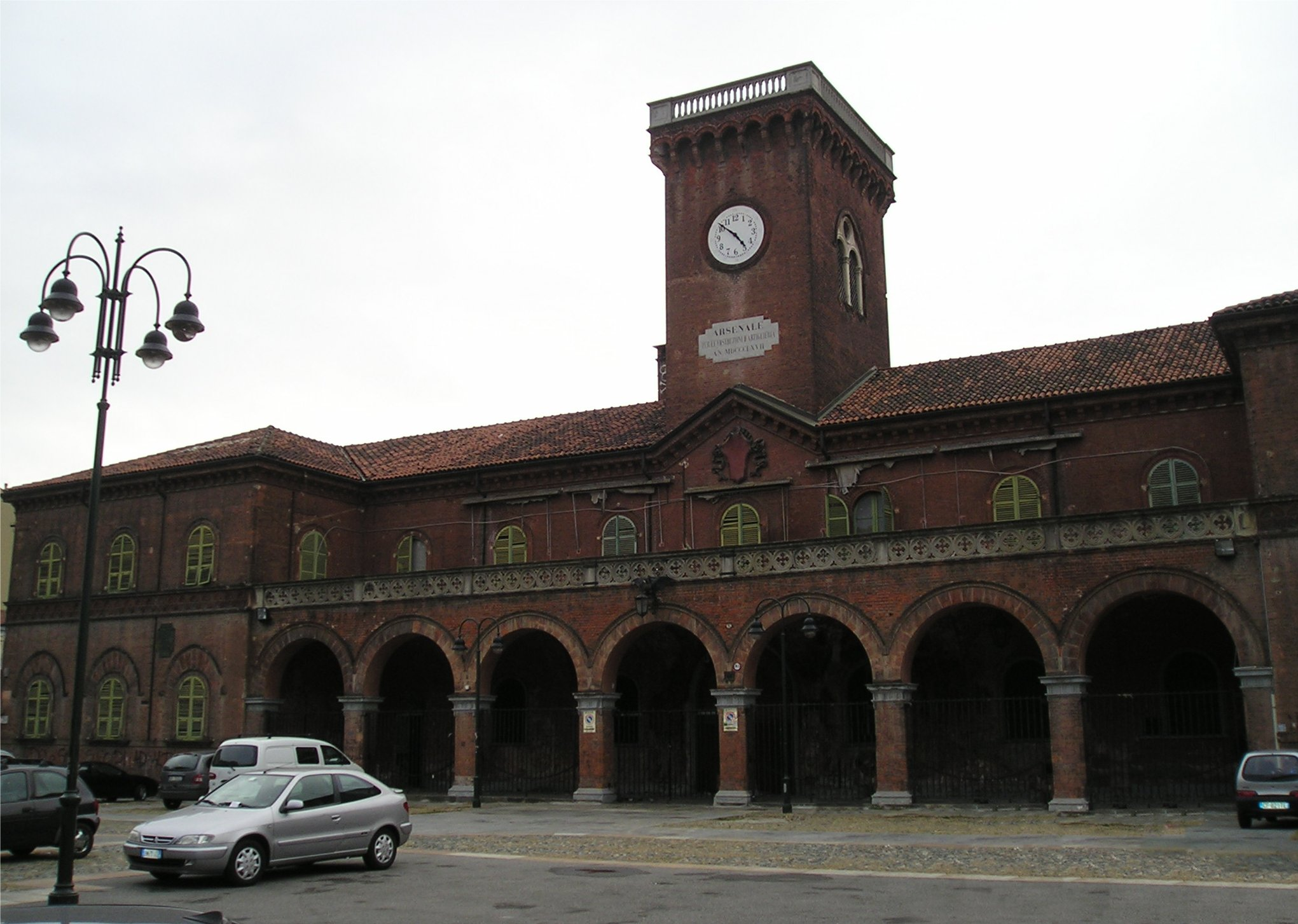
L'ex Caserma Cavalli (ora Scuola Holden), vicino all'ingresso dell'attuale Arsenale della Pace.

- 32.000 presenze ai corsi di formazione per i giovani, ai laboratori musicali e ai corsi della Scuola Artigiani Restauratori
- 9.400 studenti di 350 classi di scuole elementari, medie e superiori nei progetti di educazione alla pace e alla mondialità
- 230.000 presenze agli incontri di formazione, di preghiera e di sensibilizzazione

per questi servizi sono stati necessari euro 267.000 e 43.620 ore di volontariato valutate, unitamente ai materiali donati, 789.600 euro
- 62.520 presenze nelle accoglienze notturne e residenziali di persone in difficoltà
- 8.630 visite nell'ambulatorio medic: per questi servizi sono stati necessari 824.000 euro
- 88.440 ore di volontariato valutate, unitamente ai materiali donati, 3.550.800 euro
- 459.000 euro per la ristrutturazione, l'arredo, la manutenzione ordinaria e straordinaria degli edifici dell'Arsenale
- 539.000 euro per la gestione ordinaria (utenze, spese alimentari, assicurazioni, ecc.)

sono state necessarie 186.430 ore di volontariato valutate, unitamente ai materiali donati, 3.584.500 euro
- 19.170 presenze all'Ospiteria dell'Arsenale della Pace, che ha ospitato anche famiglie di bambini con gravi patologie, curati in ospedali cittadini

per questa gestione sono stati necessari 115.000 euro e 9.460 ore di volontariato valutate 107.500 euro
- 506.000 euro per progetti e interventi di sviluppo di cui euro 387.000 per l'iniziativa "Salviamo almeno 100.000 bambini",

in Bangladesh, Brasile, Ciad, Congo Brazzaville, Etiopia, Georgia, India, Israele, Kenya, Libano, Madagascar, Myanmar, R. D. Congo, Tanzania, Turchia e Vietnam

sono state necessarie 4.790 ore di volontariato valutate 259.000 euro
- 319.000 kg di alimenti, medicine, tecnologie, indumenti inviati, tramite 2 aerei, 107 camion, due tir e sei container, in Bielorussia, Bosnia, Brasile, Ciad, Costa d'Avorio, Georgia, Giordania, Haiti, Kenya, Libano, Madagascar, Mali, Moldavia, Niger, Nigeria, R. D. Congo, Romania, Serbia, Sudan e Tanzania, per un valore di 12.200.000 euro

sono state necessarie 68.220 ore di volontariato valutate 720.000 euro.

### Arsenale della Speranza - San Paolo (Brasile)
- 1.550 persone al giorno, per un totale di 566.000 notti
- 3.500 pasti al giorno, per un totale di 1.282.000 pasti
- 513.800 docce e 12.400 visite mediche
- 41.000 presenze nei corsi di formazione e alfabetizzazione
- 73.000 contatti per il servizio di assistenza sociale e offerta/ricerca lavoro

sono state necessarie 98.600 ore di volontariato valutate euro 1.120.000

### Arsenale dell'Incontro - Madaba (Giordania)
È iniziata la ristrutturazione dei nuovi spazi che accoglieranno bambini e ragazzi disabili cristiani e musulmani (il servizio è iniziato nel luglio 2007) unita ad una paziente attività di sensibilizzazione della società al rispetto dei diritti umani dei diversamente abili 
- euro 47.200 è la spesa sostenuta

sono state necessarie 11.648 ore di volontariato, valutate euro 189.500
- 3 case nel mondo: Madaba (Arsenale dell'Incontro), San Paolo (Arsenale della Speranza), Torino (Arsenale della Pace).

## Chi aiuta
- La gente comune per il 93,3 %

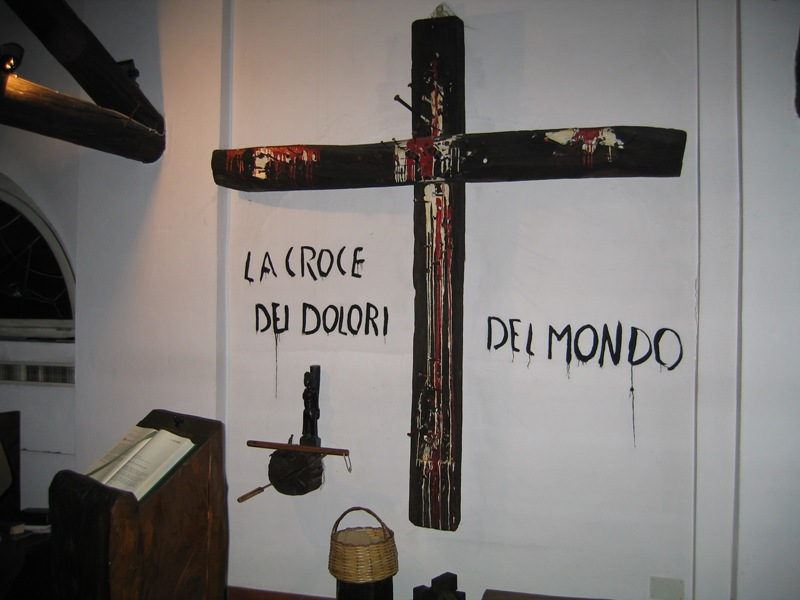
La Croce della cappella presente all'interno dell'Arsenale della Pace.

- Enti pubblici in Italia per il 2,7% (di cui il 2% in aerei e camion per spedizioni umanitarie)
- Enti pubblici in Brasile per il 2,3%
- Enti privati per lo 0,1%
- Banche e fondazioni bancarie per il 1,6%